# ارتش عمومی دوم (ژاپن)
ارتش عمومی دوم (به ژاپنی: 第۲総軍 (日本軍)، تلفظ ژاپنی: [Dai-ni Sōgun]، به انگلیسی: Second General Army) یک ارتش عمومی (معادل گروه ارتش) از ارتش امپراتوری ژاپن بود که مسئول دفاع از غرب هونشو، کیوشو و شیکوکو در مرحله نهایی جنگ اقیانوس آرام بود.